# Buenos Aires Piensa
Buenos Aires Piensa es un evento bienal organizado por el Gobierno de la Ciudad de Buenos Aires y la Universidad de Buenos Aires (UBA) conjuntamente, con el fin de promover el encuentro de los ciudadanos con las investigaciones en marcha y los científicos que las desarrollan. La primera edición se realizó en 2004, con una participación de 50.000 personas. La segunda edición está prevista para octubre de 2006.